# Партизанско гробље у Приштини
Партизанско гробље у Приштини се налази у приштинском насељу Веланија, посвећено је борцима НОВЈ погинулим у НОБ-у и жртвама фашизма у току Другог светског рата.
Спомен-обележје је подигнуто 1961. године по идејном решењу архитекте Светислава Личине. После рата на Косову и Метохији и агресије НАТО пакта на СР Југославију, самопроглашена власт Косова је на једном делу гробља подигла спомен-костурницу у којој су сахрањени погинули припадници терористичке Ослободилачке војске Косова (ОВК).
У непосредној близини костурнице, у јануару 2006. године је сахрањен Ибрахим Ругова, први преседник самопроглашене Републике Косово.